# Mandala da Prosperidade
Mandala da Prosperidade (também conhecida como 'Tear da Abundância', 'Tear dos Sonhos' e 'Mandala da Abundância') é um esquema de pirâmide financeira criminoso associado a um sistema de ajuda mútua restrito ao público feminino. Com o discurso de ajudar as mulheres a realizarem um sonho, a vítima é induzida a contribuir com uma quantia de dinheiro, que desta vez irá "ajudar" a mulher que está no "topo" da mandala/pirâmide. A promessa é de que com o crescimento da Mandala, ela receberá essa quantia de volta, adicionada da quantia das mulheres que estão abaixo dela (da vítima) na "mandala".
O esquema é investigado pela Polícia de São Paulo, tendo resultado na prisão de duas mulheres em 30 de Junho de 2020.

## Origem
É a versão brasileira de um mesmo esquema já utilizado em outros países tais como Peru, Colômbia, Espanha e México além dos EUA onde existe desde, pelo menos, 2001 e é conhecido por diversos nomes: “Telar de la abundancia”, "Telar de los sueños", "Women's Integrity Group", "Women Helping Women", "Women Empowering Women", "Circle of Friends", "Wisdom Circles" entre outros. Já foi denunciado em todos estes países como ilegal por se tratar de mais uma forma de pirâmide financeira.

## Como é apresentado
O sistema promete multiplicar o dinheiro das participantes através de um esquema que envolve grupos de 15 mulheres divididas em 4 níveis hierárquicos:
1. mulher água: está no topo da pirâmide (ou ‘no centro da mandala’ conforme é descrito pelas participantes). Sua função é "Receber e motivar". É esta pessoa que recebe o dinheiro.
2. mulheres terra: são as 2 integrantes do segundo nível da pirâmide (ou segundo círculo da mandala). A função é "Ensinar e esperar".
3. mulheres ar: são as 4 integrantes do terceiro nível da pirâmide (ou terceiro círculo da mandala) cuja função é "Convidar mais 2 mulheres";
4. mulheres fogo: são as 8 integrantes do quarto e último nível da pirâmide (círculo mais exterior da mandala) cuja função é "Doar". São estas as mulheres que fornecem todo o dinheiro que sustenta esta iteração da mandala.

Quando cada Mandala se fecha - termo usado internamente para descrever o momento em que 8 pessoas novas efetivamente entraram no esquema e aportaram o dinheiro - duas novas Mandalas são criadas. A antiga mulher água sai do esquema e as outras são promovidas, assim cada uma das duas antigas mulheres terra viram mulheres água, as ar viram terra e as fogo viram ar. São essas novas mulheres ar que terão agora a responsabilidade de trazer, cada uma delas, duas novas mulheres fogo, que aportarão dinheiro novo, dando sequência ao caráter piramidal do esquema financeiro intrínseco à Mandala. É comum que as antigas mulheres água entrem novamente no esquema como mulheres fogo em novas Mandalas.
Nas reuniões de informação são apresentados diversos argumentos e discursos que tem por finalidade blindar as participantes de quaisquer críticas que venham a ouvir em relação à Mandala no futuro.

### Discursos usados
Este movimento se utiliza de conceitos de diversas áreas afins como elementos de convencimento:
- Feminismo - tais como sororidade onde se encoraja a união e apoio entre mulheres e combate às desvantagens financeiras e emocionais impostas às mulheres pelo patriarcado;[1]
- Espiritualidade new age[15] - tais como 'círculos de doação',[14] 'sagrado feminino',[15] 'abundância infinita' e 'economia circular';[2]
- Anticapitalismo - tais como ruptura do sistema econômico.[1]

### Porque não seria uma pirâmide financeira
São apresentados diversos argumentos para tentar justificar a ideia de que a Mandala da Prosperidade não seria uma pirâmide:
- pirâmides são triângulos, a mandala é circular:[2] por se usar uma representação gráfica horizontal e circular para a Mandala esta não se trataria de uma pirâmide que é normalmente apresentada através de uma representação gráfica vertical.
- a energia feminina canalizada produzirá uma corrente de prosperidade financeira:[2] dessa maneira se garantiria os recursos financeiros para as próximas iterações da Mandala.
- não se trata de um esquema ilegal pois a mulher que está no centro da Mandala, após receber seu dinheiro sai do esquema, não recebendo mais nada:[14] a ideia aqui é que um esquema dessa natureza só poderia ser considerado uma pirâmide financeira se as pessoas no topo recebessem dinheiro continuamente ignorando que o principal fator que caracteriza um esquema de pirâmide financeira é ser baseado no contínuo recrutamento de novas pessoas para o esquema e não no fato de alguém permanecer ou não recebendo dinheiro continuamente.
- algumas mulheres que receberam o dinheiro voltam ao esquema como doadoras, por isso o sistema é sustentável:[14] este argumento tenta apresentar um caráter cíclico ao processo que, argumentam suas defensoras, dessa maneira seria sustentável. Defendem que novos aportes financeiros de antigas participantes seriam capazes de compensar a necessidade de arregimentação de uma quantidade exponencialmente maior de novas participantes a cada nova iteração da Mandala.

## Porque é uma pirâmide financeira

Relação da representação usada na Mandala da Prosperidade e uma pirâmide financeira comum.

A estrutura é uma clássica pirâmide financeira onde as 8 pessoas que entram repassam uma quantia de dinheiro para a pessoa que está no topo da pirâmide.
Cada pessoa que entrou no esquema deverá, na próxima iteração, convidar outras duas pessoas. O financiamento deste processo se dá através da contínua arregimentação de mais pessoas. A quantidade de pessoas necessária para garantir a sustentação do processo cresce geometricamente, o que leva rapidamente à inviabilização de sua continuidade.

## Longevidade
É um esquema de pirâmide financeira que, ao contrário da maioria, tem perdurado um tempo maior do que o normal. Se o esquema Telexfree durou somente 2 anos: de 2012 a 2014, a Mandala da Prosperidade perdura desde 2001 (considerando suas versões fora do Brasil).
Há alguns fatores importantes que ajudam a explicar esta longevidade acima do normal.

### Táticas de convencimento e controle
Para tentar dissipar dúvidas sobre a viabilidade financeira do esquema, são usados conceitos como "abundância infinita" e "economia circular". Além disso as participantes são encorajadas a não falar publicamente do esquema, não discutir o assunto com homens e convidar apenas mulheres em quem confiam.
A lógica de só contar com mulheres no grupo tem o efeito de rapidamente silenciar quaisquer críticas apresentadas por homens que não teriam a ampla sabedoria e compreensão femininas.

### Silenciamento de críticas
Diversas estratégias são usadas para silenciar as críticas à Mandala.
A partir do momento que uma pessoas fez a "doação" (como o pagamento necessário para entrar na Mandala é chamado internamente), ela fica bastante refratária a qualquer crítica que possa por em risco seu capital.
Muitas pessoas que questionam a mandala são acusadas de "bloquear a energia da mandala" e "impedir que ela se complete".
Pessoas que já foram contempladas com os pagamentos de outras insistem que as críticas são motivadas por inveja. Acreditam também que, como muitas vezes ainda não viram ninguém ser prejudicado, isso seria prova de que ninguém será prejudicado no futuro.
Dão ênfase ao argumento do "direito de dar dinheiro a outrem" e, após receberem 8 vezes seu pagamento inicial, minimizam o aspecto do recolhimento de dinheiro através do contínuo recrutamento de novas participantes como se fosse secundário no esquema da Mandala.

### Retornos não financeiros
As participantes costumam destacar que a Mandala não seria um processo exclusivamente centrado na questão financeira pois seria também um processo de crescimento pessoal e apoio mútuo, além de subversivo contra o sistema capitalista sendo inclusive mais poderoso que processos terapêuticos ortodoxos.

### Sequência de mini pirâmides
O fato da Mandala funcionar como uma série de pequenas pirâmides ao invés de uma grande pirâmide acaba sendo um importante fator na sua longevidade. As mulheres que participam de uma Mandala (que é sempre uma pirâmide do clássico modelo das "8 bolas" estão razoavelmente isoladas das outras Mandalas, que são, por sua vez, outras pirâmides "8 bolas". Dessa maneira as estagnações, desistências, perdas de dinheiro e outros problemas de uma Mandala tem efeitos mínimos sobre as outras que existem simultaneamente.